# Drypetes glabra
Drypetes glabra là một loài thực vật có hoa trong họ Putranjivaceae. Loài này được (Pax) Hutch. mô tả khoa học đầu tiên năm 1912.